# Escola de Milet

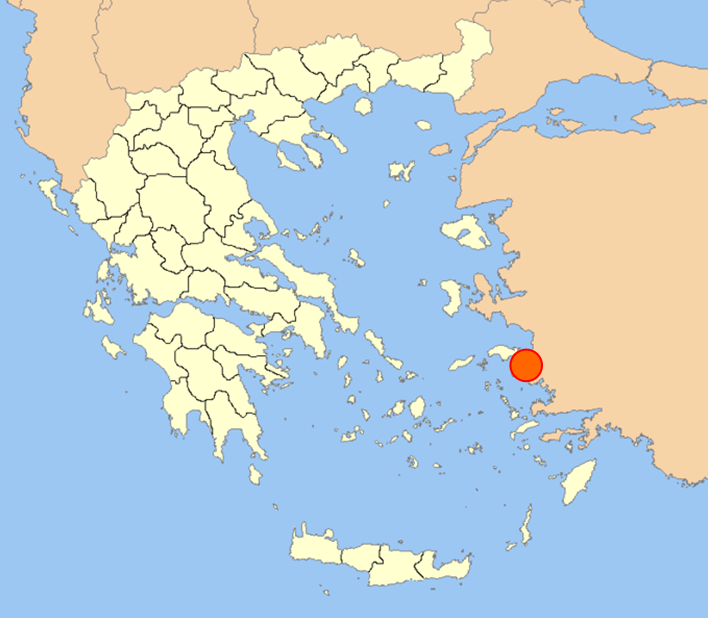
Localització geogràfica de Milet a la costa oest d'Anatòlia

L'escola de Milet també anomenada Escola jònica per incloure posteriorment altres pensadors, va ser una escola de pensament fundada al segle vi aC a la ciutat jònica de Milet, a la costa egea d'Anatòlia, i representada pels filòsofs Tales de Milet, Anaximandre i Anaxímenes.
La seva aportació més destacada va ser la introducció de noves visions sobre l'organització del cosmos que deixaven enrere l'explicació dels fenòmens naturals que fins llavors les feien dependre de la voluntat d'uns déus antropomòrfics. Els milesis van basar el seu estudi de la natura en l'observació metòdica, i esdevingueren una de les primeres filosofies veritablement científiques. En observar l'entorn, van concloure que, malgrat la disparitat de fenòmens i cossos existents, calia que hi hagués un principi unificador (arque ἀρχή), que es podia explicar racionalment (el que es coneix en filosofia com "pas del mite al logos").
El primer a desenvolupar la idea de l'arkhé va ser Tales de Milet (635 - circa 545 aC), el fundador de l'Escola de Milet. Tales va proposar l'aigua com el principi universal, basant-se en l'observació. Va comprovar que la humitat era omnipresent en la natura, i creia que la terra flotava sobre l'aigua.
La determinació de l'arkhé va ser un dels temes d'estudi centrals de l'escola de Milet. Anaximandre (circa 611 - circa 546 aC), deixeble i successor de Tales, va refutar la tesi del seu mestre argumentant que l'aigua no podia ser l'origen primer si no podia donar lloc al seu oposat, el foc. Per la mateixa raó, va descartar la resta d'elements i va suposar l'existència de l'àpeiron (l'indeterminat, el caos primigeni), una substància indefinida de la qual totes les coses procedien i a la qual tot acabaria tornant.
Al seu torn, Anaxímenes (circa 585 - circa 524 aC), deixeble d'Anaximandre, va considerar l'aire com arkhé. Segons ell, tota la matèria procediria de l'aire mitjançant la rarificació o la condensació. D'aquesta manera, l'aire rarificat esdevindria foc, mentre que en condensar-se es tornaria aigua i posteriorment terra.
L'escola de Milet no és exactament sinònim de l'Escola jònica, ja que aquesta, a banda de l'escola de Milet, inclou també filosofies d'altres pensadors com Heràclit, Empèdocles (d'Agrigent) o Diògenes Apol·loniates (Apol·lònia de Creta). L'Escola jònica inclou sens dubte els tres pensador de l'escola de Milet i també altres que es van afegir al segle v aC, i fixava la seva finalitat en descobrir el pensament últim darrere de les coses, mentre que l'escola de Milet estava més enfocada a la natura.
Més endavant, el plantejament de Pitàgores (582 - 496 aC), que atribuïa a les matemàtiques característiques místiques i afirmava que l'univers només es podia conèixer a través d'aquestes, l'escola pitagòrica no identificava l'origen primer amb un element físic, sinó que considerava que l'arkhé eren els nombres.
El filòsof efesi Heràclit (544-484 aC) va tornar als elements naturals per proposar el foc com a arkhé, ja que la seva natura dinàmica el fa l'element amb qualitats més pròximes a les de la natura mateixa: es troba sempre en constant canvi i moviment.
Abandonant el monisme, que buscava determinar un únic arkhé, Empèdocles (492-432 aC) va passar al pluralisme, postulant que en realitat la natura estava composta de quatre realitats diferents: terra, aire, aigua i foc. Un altre pluralista, Anaxàgores (500-428 aC), sostenia que l'univers estava format per una quantitat d'elements infinits.